# Aspalathus dianthophora
Aspalathus dianthophora är en ärtväxtart som beskrevs av Edwin Percy Phillips. Aspalathus dianthophora ingår i släktet Aspalathus och familjen ärtväxter. Inga underarter finns listade i Catalogue of Life.